# Max Horkheimer
Max Horkheimer, nemški filozof in sociolog judovskega rodu, * 14. februar 1895, Stuttgart, Nemčija, † 7. julij 1973, Nürnberg, Nemčija.
Max Horkheimer je bil nemški filozof in sociolog, znan po svojih delih o kritičnih teorijah kot član Frankfurtske šole za družboslovno raziskovanje. Njegova najpomembnejša dela so Dialektika razsvetljenstva (1947, skupaj z Theodorjem Adornom), The Eclipse od Reason (1947), Between Philosophy and Social Science (1930–1938). (ni slovenskih prevodov del) V času delovanja na Frankfurtski šoli je Horkheimer načrtoval, podpiral in omogočal nastanek drugih pomembnih del.

## Življenjepis

### Zgodnje življenje
14. februarja 1895, se je Horkheimer rodil kot edinec Moritzu in Babetti Horkheimer. Bil je rojen v konzervativno, bogato in ortodoksno judovsko družino. Njegov oče, ki je bil uspešen poslovnež kot lastnik številnih tekstilnih tovarn v Stuttgartu, je pričakoval, da bo sin sledil njegovim stopinjam in nasledil družinsko podjetje. Horkheimer je diplomiral leta 1911 pri šestnajstih letih in začel delati v očetovi tovarni. V letu 1916 se je njegova poslovna kariera končala, saj je bil vpoklican v vojsko v času prve svetovne vojne.

### Šolanje
Spomladi leta 1919, po koncu vojskovanja, se je vpisal na Univerzo v Münchnu. Kmalu po tem se je preselil v Frankfurt, kjer je študiral psihologijo in filozofijo pod vodstvom uglednega Hansa Corneliusa. Tam je spoznal Theodora Adorna, s katerim je ustvaril močno prijateljstvo in začel sodelovati z njim. Po tem, ko mu je spodletelo napisati disertacijo o gestalt(?) psihologiji, je Horkheimer s pomočjo Corneliusa  dokončal doktorat iz psihologije z 78-stransko disertacijo z naslovom The Antinomy of Teleological Judgment (?). Leta 1925 je bil Horkheimer saniran z disertacijo z naslovom Kant's Critique of Judgement kot mediacija med praktično in teoretično filozofijo. Tu je spoznal Friedricha Pollocka, ki je bil kasneje njegov sodelavec na Inštitutu za družbene vede. Naslenjega leta je bil Max imenovan za zunanjega predavatelja. Kmalu za tem, leta 1926, se je poročil z Rose Riekher.

### Inštitut za družbene vede (Institut für Sozialforschung)
Leta 1926 je Horkheimer deloval kot »najeti predavatelj v Frankfurtu«. Kmalu po tem, leta 1930, je bil povišan v profesorja filozofije na Frankfurtski univerzi. Istega leta, ko je mesto direktorstva v Inštitutu za družbene vede (danes znan kot Frankfurt School of Critical Thinking) postalo prazno po odhodu Karla Grünberga, je bil izvoljen za položaj. Kot direktor je Horkheimer Frankfurt spremenil iz ortodoksne marksistične šole v heterodoksno šolo za kritične družbene vede. Naslednjega leta se je začela izdaja inštitutovega Zeitschrift für Sozialforschung, katerega urednik je bil Horkheimer. Intelektualno je preusmeril inštitut, s predlogom programa kolektivnih raziskovanj, namenjenih posebnim družbenim skupinam (še posebej delavskega razreda), ki bi poudaril problem odnosa med zgodovino in razumom.
Inštitut se je fokusiral na vključevanja stališč Marxa in Freuda. Šola si je to prizadevala doseči s sistematičnim združevanjem različnih konceptualnih struktur zgodovinskega materializma in psihoanalize. Kot del začetka inštituta, je bila ustanovljena tudi marksistična študijska skupina, katero je ustanovil Felix Weil. Ta je bil enkraten študent politične znanost v Frankfurtu, ki je uporabil svoje dedovanje za ustanovitev institucije, ki bi podpirala njegove levičarske akademske cilje. Že od začetka programa sta bila tako Pollock in Horkheimer partnerja z Weilom v inštitutskih aktivnostih. Horkheimer si je prizadeval narediti inštitut zgolj za akademsko podjetje.
Med časoma, ko je bil Horkheimer imenovan za profesorja družbene filozofije in direktorja inštituta leta 1930, so nacisti postali druga največja stranka v Reichstagu. Sredi nasilja, ki se je vzpostavilo zaradi vstaje nacistov, so se Horkheimer in njegovi sodelavci začeli pogovarjati o možnosti premestitve inštituta zunaj Nemčije. Horkheimerjevo delo venia legendi je bilo razveljavljeno s strani nove nacistične vlade zaradi marksizne narave, prav tako pa zaradi svoje izrazite povezanosti z judovstvom. Ko je bil Hitler leta 1933 oklican za kanclerja, se je bil inštitut prisiljen umakniti iz Nemčije v Ženevo, Švico in leto kasneje v New York, kjer se je Horkheimer sestal s predsednikom Kolumbijske univerze, da bi se dogovorila o gostovanju inštituta. Na Horkheimerjevo presenečenje se je predsednik strinjal z gostovanjem, prav tako pa je ponudil stavbo za inštitut. V juliju leta 1934 je Horkheimer sprejel ponudbo Kolumbije za premestitev inštituta v eno izmed njihovih zgradb.
Leta 1940 je Horkheimer prejel ameriško državljanstvo in se preselil v Los Angeles, Kalifornijo, kjer je s pomočjo Adorna nastal Dialectic of Enlightenment. V naslednjih letih Horkheimer ni objavil veliko, čeprav je nadeljeval z urejanjem Studies in Philosophy and Social Science kot nadaljevanjem Zeitschrifta. Leta 1949 se je vrnil v Frankfurt, kjer se je leta 1950 ponovno odprl Inštutit za družboslovne vede. Med letoma 1951 in 1953 je deloval kot rektor Frankfurtske univerze. Leta 1953 se je odpovedal mestu direktorja inštituta in zavzel manjšo vlogo, medtem, ko je Adorno postal direktol. Horkheimer in Adorno stapriznana kot očeta inštituta.

### Kasnejša leta
Horkheimer je nadaljeval s poučevanjem na univerzi do svoje upokojitve v 60. letih. Četa 1953 je bil nagrajen z Goethejevo plaketo mesta Frankfurt in je bil kasneje imenovan za častnega meščana mesta Frankfurt za celotno svoje življenje. V letih 1954 in 1959 se je vrnil v Ameriko kot pogosto gostujoči profesor na Univerzi v Chicagu. Po letu 1959 je Horkheimer postal »progresivni pesimist in anti-revolucionar«. To je vidno tudi v eseju »Traditional and Critical Theory« (1970), ki je postala vplivna v svetovni novi levici. Njegovo delo je bilo manj pod vplivom Marxa in Marcusa in se je bolj usmerilo na Nietzscha ali Schopehaura, kar bi utegnil biti razlog, da v današnjih časih ni tako izrazit na Frankfurtski šoli.

#### Zapuščina
Do svoje smrti leta 1973 v Nurembergu je ostal pomembna osebnost. Max Horkheimer je s pomočjo Theodora Adorna, Herbeta Marcusa, Walterja Benjamina, Lea Lowenthala, Otta Kirchheimra, Fridericha Polloca in Neumanna razvil kritične teorije. Po mnenju Larryja Raya so kritične teorije postale ena izmed pomembnejših in bolj vplivnih družbenih teorij dvajsetega stoletja.

## Pomembnejša dela

### Dela v angleščini
- Avtoriteta in družina (Authority and the Family / Theoretische Entwürfe über Autorität und Familie: Allgemeiner Teil, 1936)
- Tradicionalna in kritična teorija (Traditional and Critical Theory / Traditionelle und kritische Theorie, 1937)
- Kritika instumentalnega uma (Critique of Instrumental Reason / Zur Kritik der instrumentellen Vernunft. Aus den Vorträgen und Aufzeichungen seit Kriegsende, 1967)
- Dialektika razsvetljenstva (Dialectic of Enlightenment / Dialektik der Aufkärung,1947) - s Theodorjem Adornom
- Pomračenje uma (Eclipse of Reason, 1947) (orig. 1941 "The End of Reason" Studies in Philosophy and Social Sciences Vol. IX)
- Egoizem in gibanje za svobodo (Egoism and the Freedom Movement / Egoismus und Freiheitsbewegung. Zur Anthropologie des bürgerlichen Zeitalters)
- The Longing for the Totally Other
- Kritična teorija : Izbrani eseji (Critical Theory: Selected Essays, 1972)
- Dawn & Decline (1978)
- izbrana dela so izšla v nemščini pod naslovom: Max Horkheimer: Gesammelte Schriften (1985-1996), urejena s strani Alfreda Schmidta in Gunzelin Schmid Noerr. S. Fischer Verlag.

### Dela, prevedena v slovenščino
- Moč in vest (1970)- (članek) Tribuna : študentski časopis ISSN: 0041-2724.- Let. 20, št. 3 (29. okt. 1970), str. 2; (COBISS)
- Avtoriteta in družina (1976)- (članek) Problemi : revija za kulturo in družbena vprašanja ISSN: 0555-2419.- Let. 14, št. 163/168 (1976), str. 1-27; (COBISS)
- Kritična teorija in današnji časi (1971)
- Dialektika razsvetljenstva: filozofski fragmenti. Ljubljana : Studia humanitatis, 2002. (COBISS)